# 洛吉乡
洛吉乡位于中国云南省香格里拉县东部，东靠四川省木里县俄雅乡，东南与丽江市奉科乡隔金沙江相望，西与建塘镇毗邻，北与四川省稻城县东尼乡和本县格咱乡相连。乡政府驻地洛吉村中村距县城86公里，海拔2130米。全乡地势西高东低，气候随海拔高度变化明显，年均降雨量为760毫米。目前全乡辖九龙、洛吉、尼汝三个村委会。

## 行政区划
现辖：
九龙村、洛吉村和尼汝村。

## 中国传统村落
2013年8月，尼汝村被评为第二批中国传统村落。